# Боб Блек
Боб Блек (нар. 4 січня 1951 р.; ім'я від народження Роберт Чарльз Блек молодший) — американський анархіст і письменник. На початку 1970-х років він був одним із перших представників того, що зараз відомо як пост-ліва анархія, анархізму без лівих ідеологій та лівого авторитаризму. Його твори критикують багато лівих, борців за громадянські права та анархістів. Боб найбільше відомий своєю книгою «The Abolition of Work and Other Essays» 1986 року, яку переклали кількома мовами. Через його критику, засновану на лівій анархії, і кілька суперечливих випадків, частина анархістського руху в Сполучених Штатах вважає його підозрілим. Боб Блек є адвокатом із цивільних прав і живе у Сан-Франциско.

## Життя і творчість
Боб Блек був частиною руху нових лівих під час навчання в коледжі, не належачи при цьому повністю до якоїсь групи. Розчарувавшись в ідеології реального соціалізму, він заснував анархізм і з того часу аналізував та критикував авторитарні тенденції у нібито антиавторитарних лівих групах. Серед його робіт початку 1980-х опублікованих у добірці «The Abolition of Work and Other Essays» є критика антиядерного руху (текст «Anti-Nuclear Terror or I Feel a Chiliasm» 1982 року), радикальних феміністок («Фемінізм як фашизм» 1983 року) і критика лібертаріанських партій («The Libertarian As Conservative» 1984 року). Хоч Боб не був анархо-примітивістом, він публікував свої тексти в анархо-примітивістських виданнях і мав великий вплив на цю течію.
To call yourself an anarchist is to invite identification with an unpredictable array of associations, an ensemble which is unlikely to mean the same thing to any two people, including any two anarchists.— Bob Black, My Anarchism Problem (1994) 
Його найвпливовіша праця «The Abolition of Work and Other Essays» базована на ідеях Чарльза Фур'є, Вільяма Морріса, Пола Ґудмана та Маршалла Салінза. Спочатку це був нарис його промови в лютому 1981 року в ігровому просторі для дорослих «Gorilla Grotto» у Сан-Франциско. 1986 року Боб переглянув текст і його оприлюднив.

## Твори
- The Abolition of Work and Other Essays. Loompanics, 1986, ISBN 0915179415.
- Anarchy after leftism. CAL Press, 1997, ISBN 1890532002.
- Friendly Fire. Autonomedia, Brooklyn NY 1990, ISBN 0936756896.
- Beneath the Underground. Feral House, Венеція, Каліфорнія, 1994, ISBN 0922915210.
- Defacing the Currency: Selected Writings, 1992—2012. Little Black Cart Press, 2013, ISBN 9781620490136.

## Вебпосилання
- Збірка есеїв Боба Блека
- Повний текст The Abolition of Work and Other Essays (1986)
- The Abolition of Work та інші Бобові тексти